# Niels Henrik Abel
Niels Henrik Abel (5 tháng 8 năm 1802 – 6 tháng 4 năm 1829), là một nhà toán học người Na Uy có nhiều đóng góp trong giải tích và đại số, trong đó có chứng minh phương trình bậc năm không giải được bằng căn thức. Giải Abel được đặt theo tên ông.

## Cuộc đời

### Thời thơ ấu
Niels Henrik Abel được sinh ra ở Nedstrand, là con thứ hai của Søren Georg Abel và Anne Marie Simonsen. Khi ông sinh ra, gia đình ông sống ở nhà xứ ở Finnøy. Có nhiều bằng chứng rằng Niels Henrik sinh ra ở giáo xứ Nedstrand bên cạnh đó, khi cha mẹ ông là khách ở Nedstrand vào tháng bảy và tám của năm ông sinh ra  
Cha ông, Søren Georg Abel, có bằng về thần học và triết học và làm mục sư ở Finnøy. Cha của Søren (ông của Niels), Hans Mathias Abel, cũng là một mục sư ở Gjerstad gần Risør. Søren sống thời thơ ấu ở Gjerstad, và sau khi cha ông mất năm 1804, Søren được bổ nhiệm làm mục sư ở Gjerstad và gia đình ông chuyển sang sống ở đó.

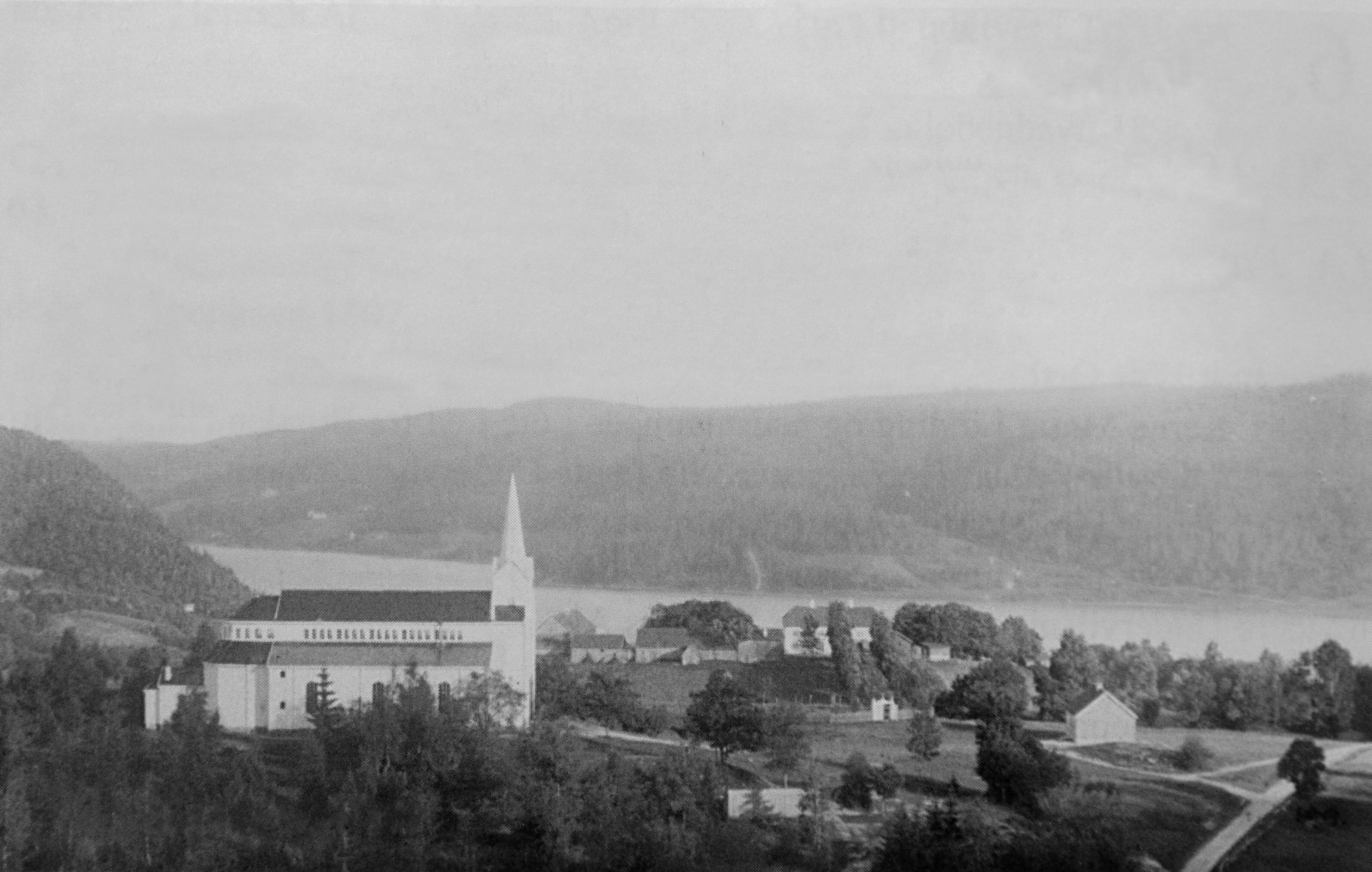
Bưu thiếp của nhà thờ Gjerstad và nhà xứ năm 1890–95. Tòa nhà chính của nhà xứ cũng giống như thời điểm Abel sống ở đây.

Anne Marie Simonsen đến từ Risør; cha bà, Niels Henrik Saxild Simonsen, một thương gia và chủ sở hữu tàu, được cho là người giàu nhất Risør. Anne Marie lớn lên với hai bà mẹ kế, trong môi trường tương đối khá giả. Ở nhà xứ Gjerstad, bà thích việc tổ chức các buổi khiêu vũ và hội họp. Có bằng chứng cho thấy bà sớm trở thành nghiện rượu và không quan tâm đến việc nuôi dạy con.
Niels Henrik và anh trai được giáo dục bởi cha họ, bằng những cuốn sách viết tay. Một điểm thú vị là bảng tính cộng trong một cuốn sách toán viết: 1+0=0.

### Trường dòng và Đại học Hoàng gia Frederick
Sau khi Na Uy giành độc lập và cuộc bầu cử đầu tiên được tổ chức, năm 1814, Søren Abel được bầu làm một dân biểu trong Storting. Cho tới 1866, các buổi họp của Storting được tổ chức ở hội trường chính của trường dòng ở Christiania (nay là Oslo). Gần như chắc chắn rằng đây là lý do ông tiếp xúc với nhà trường, và quyết định gửi con cả, Hans Mathias, học ở đây từ năm kế tiếp. Tuy nhiên, đến khi phải rời nhà, Hans rất buồn và chán nản vì phải rời nhà nên cha ông không dám gửi ông đi. Thay vào đó, ông quyết định gửi Niels.
Năm 1815, Niels Abel vào trường dòng ở tuổi 13. Anh ông, Hans, gia nhập năm sau đó. Họ sống chung phòng và đi học cùng lớp. Nói chung, Hans đạt điểm tốt hơn Niels; tuy nhiên, một thầy giáo dạy toán mới, Bernt Michael Holmboe, được bổ nhiệm năm 1818. Ông cho các học sinh bài tập toán để làm ở nhà. Ông nhận thấy tài năng toán học của Niels Henrik, và khuyến khích ông học toán ở trình độ cao cấp hơn. Ông thậm chí còn dạy riêng cho Niels sau giờ học.
Năm 1818, Søren Abel có một cuộc tranh luận thần học công khai với Stener Johannes Stenersen về giáo lý của ông từ năm 1806. Cuộc tranh luận được đề cập rộng rãi trên báo chí. Cùng thời gian đó, Søren suýt nữa bị luận tội vì xúc phạm Carsten Anker. Tháng 9 năm 1818 ông trở về Gjerstad khi sự nghiệp chính trị của ông đã sụp đổ. Ông bắt đầu uống rất nhiều và mất hai năm sau đó, vào 1820, thọ 48 tuổi. Tại đám tang của ông, trước mặt các khách ở nhà xứ, bà quả phụ Anne Marie Abel đã say rượu và công khai ngủ với một đầy tớ.
Hai anh em Abel phản ứng khác nhau với sự tan vỡ của gia đình. Ở trường, Niels Henrik học rất tốt trong môn toán, nhưng phải vật lộn với các môn khác. Trong khi đó Hans Mathias trầm cảm nặng và không bao giờ hồi phục; ông phải bỏ học và về Gjerstad ngay trước khi cha họ qua đời. Gia đình họ sống trong hoàn cảnh rất khó khăn. Cha của Anne Marie Abel bị vỡ nợ trong thời kì suy thoái sau chiến tranh Napoleon, và mất năm 1820.
Bernt Michael Holmboe hỗ trợ Niels Henrik Abel bằng một học bổng để có thể ở lại trường và quyên góp tiền từ bạn bè mình để giúp ông có thể học ở Đại học Hoàng gia Frederick.
Abel vào học năm 1821. Khi đó Ông đã là nhà toán học hiểu biết nhất ở Na Uy. Holmboe không thể dạy thêm gì cho ông và Abel đã học tất cả các tài liệu toán mới nhất ở thư viện trường đại học. Abel bắt đầu nghiên cứu dẫn đến công trình đầu tiên của ông, việc giải phương trình bậc năm bằng căn thức. Ban đầu Abel nghĩ ông đã tìm ra lời giải cho phương trình bậc năm bằng căn thức năm 1821. Các nhà toán học đã cố gắng tìm lời giải trong hơn 250 năm. Hai giáo sư ở Christiania, Søren Rasmussen và Christopher Hansteen, không tìm ra lỗi nào trong công thức của Abel, và gửi nghiên cứu của ông cho nhà toán học hàng đầu ở các nước Bắc Âu, giáo sư Ferdinand Degen ở Copenhagen. Ông cũng không tìm ra lỗi nào, nhưng vẫn nghi ngờ về việc lời giải cho bài toán này, thứ mà nhiều nhà toán học xuất sắc đã tìm kiếm từ lâu nay được tìm ra bởi một sinh viên không tên tuổi từ Christiania. Tuy nhiên Degen cũng nhận thấy khả năng đặc biệt của Abel, và tin rằng một thanh niên trẻ tuổi tài năng như Abel không nên lãng phí tài năng vào một "đối tượng khô cằn" như phương trình bậc năm, mà nên tập trung vào hàm elliptic và lý thuyết siêu việt; vì khi đó, Degen viết, ông sẽ " tìm ra con đường lớn ở tầm cỡ Magellan tới một bộ phận lớn của đại dương giải tích rộng lớn". Degen hỏi Abel đưa ra một ví dụ bằng số cho phương pháp của ông, và trong khi cố gắng đưa ra một ví dụ, Abel tìm ra một lỗi trong bài viết của ông.
Abel tốt nghiệp năm 1822. Kết quả học tập của ông ở mức trung bình, ngoại trừ môn toán.

## Định lý Abel
Công trình đầu tiên đáng chú ý của Abel là sự không giải được của phương trình bậc 5 bởi căn thức (xem định lý Abel-Ruffini.) Kết quả này ban đầu được xuất bản vào năm 1824 dưới một dạng rất khó hiểu, và sau đó (1826) được viết đầy đủ hơn trong tập đầu tiên của Tạp chí Crelle. Bài toán này về sau được Évariste Galois chứng minh lại và bổ sung rất nhiều.
Các học bổng nhà nước tiếp sau đó đã cho phép ông thăm Đức và Pháp vào năm 1825, và đã ghé thăm nhà thiên văn Heinrich Christian Schumacher (1780–1850) ở Altona gần Hamburg ông trải qua 6 tháng ở Berlin, nơi ông làm quen với August Leopold Crelle, người sau đó chuẩn bị xuất bản tạp chí toán riêng của mình. Đề án này đã được ủng hộ bởi Abel, người đã đóng góp nhiều cho sự thành công của tạp chí này. Từ Berlin ông ghé qua Freiberg, và nơi đây ông đã có nhiều nghiên cứu xuất chúng trong lý thuyết về hàm số: hàm số elliptic, hàm số hyperelliptic, và một lớp mới bây giờ được biết đến như là hàm số abelian.

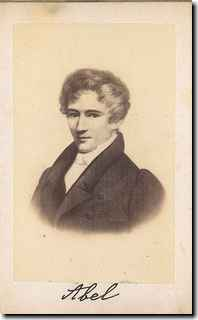
Niels Henrik Abel với chữ ký.

Vào năm 1826 Abel di chuyển về Paris, và trong suốt 10 tháng lưu lại ông đã gặp hầu hết các nhà toán học hàng đầu của Pháp; nhưng ông không được đánh giá đúng đắn, bởi vì các công trình của ông ít người biết đến, và sự khiêm tốn đã kìm hãm việc ông công bố các nghiên cứu của mình. Sự ngượng ngùng về các vấn đề tài chính, mà ông không bao giờ thoát được, cuối cùng đã làm ông phải bỏ chuyến du hành, và quay về Norway giảng dạy một giai đoạn ở Christiania. Trong đầu tháng 4 năm 1829 Crelle đã tạo ra một vị trí cho ông ở Berlin, nhưng lá thư mời đã tới Norway trễ hai ngày sau khi Abel qua đời vì lao phổi tại Froland Ironworks gần Arendal.

Cái chết sớm của nhà toán học thiên tài này, người mà Adrien-Marie Legendre gọi là "quelle tête celle du jeune Norvégien!" ("một cái đầu Na Uy đáng giá!"), đã cắt ngắn đi sự nghiệp xuất chúng và nhiều triển vọng của ông. Dưới sự hướng dẫn của Abel, những điều khó hiểu trong Giải Tích đã sáng tỏ dần, nhiều ngành mới được mở ra và sự nghiên cứu của các hàm số đã trở nên tiến bộ để cung cấp cho các nhà toán học nhiều công cụ để đẩy mạnh sự tiến triển của ngành. Các công trình của ông, phần lớn xuất hiện lần đầu tiên trong Tạp chí của Crelle, được biên khảo lại bởi Holmboe và xuất bản vào năm 1839 bởi nhà nước Na Uy, và một bản hoàn hảo hơn biên khảo bởi Ludwig Sylow và Sophus Lie được xuất bản vào năm 1881. Tính từ "abelian", xuất phát từ tên ông, đã trở nên thông dụng trong các bài báo và sách toán đến nỗi mà người ta thường viết bằng chữ "a" thường (xem nhóm abelian và abelian category; xem thêm abelian variety và phép biến đổi Abel).

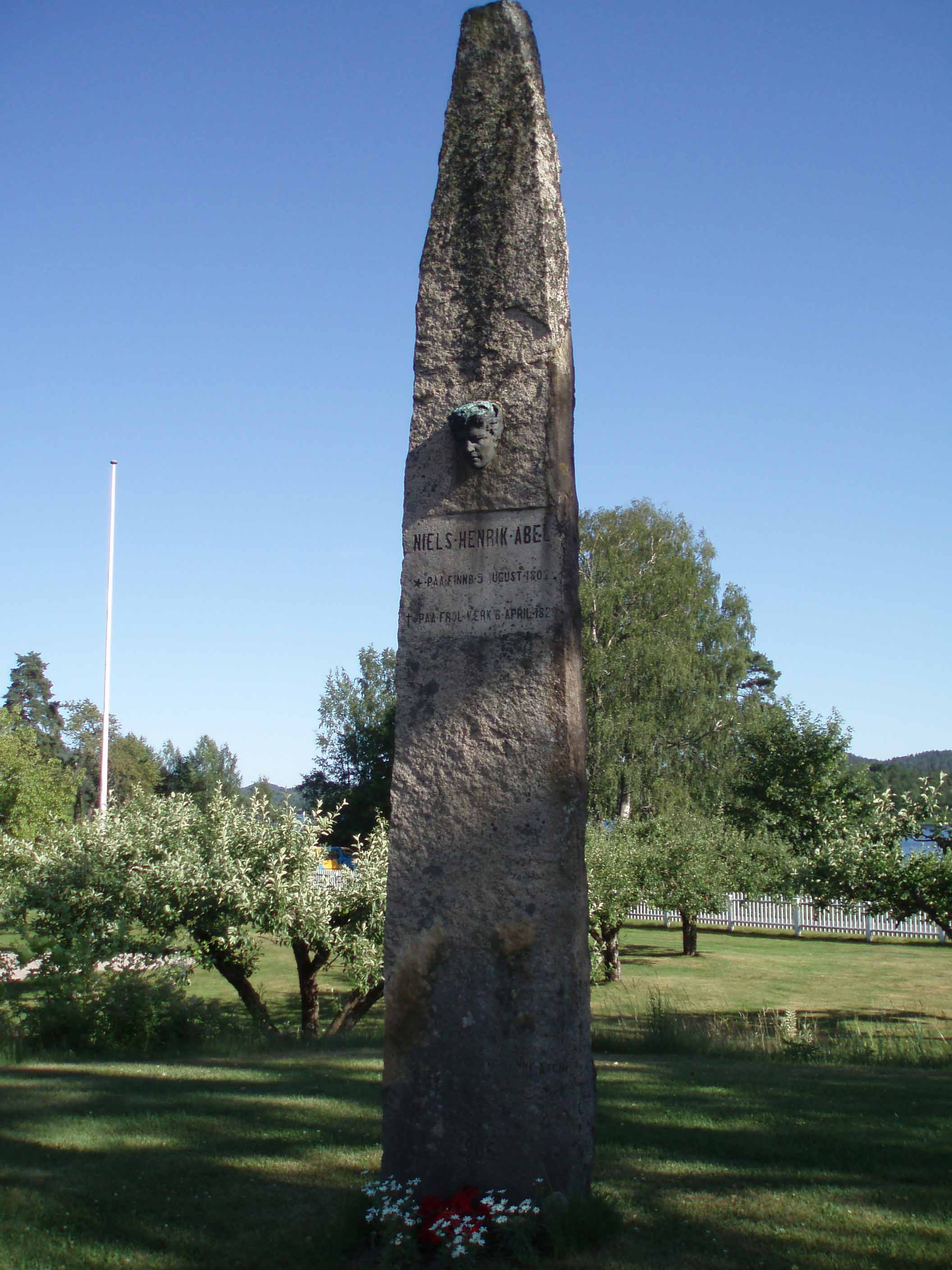
Tượng Niels Henrik Abel tại Oslo

Vào 6 tháng 4 năm 1829, Abel qua đời khi mới được 28 tuổi. Vào 5 tháng 6 năm 2002, bốn tem Norwegian được phát hành để kỉ niệm Abel 2 tháng trước 200 năm ngày sinh của ông. Có một bức tượng của Abel ở Oslo. Hố Abel trên Mặt trăng được đặt theo tên ông. Vào năm 2002, giải Abel đã được thiết lập để vinh danh ông.